# Kim Jong-kook (cầu thủ bóng đá)
Đây là một tên người Triều Tiên, họ là Kim.
Kim Jong-Gook  (tiếng Hàn: 김종국; sinh ngày 8 tháng 1 năm 1990) là một cầu thủ bóng đá Hàn Quốc thi đấu ở vị trí tiền vệ cho Asan Mugunghwa ở K League 2.